# دیوید جیکوبز (ورزشکار دو و میدانی)
دیوید جیکوبز (انگلیسی: David Jacobs؛ ۳۰ آوریل ۱۸۸۸ – ۶ ژوئن ۱۹۷۶) دونده اهل بریتانیا بود.